# ドゥシュコ・ラディノヴィッチ
ドゥシュコ・ラディノヴィッチ（セルビア語: Душко Радиновић, ラテン文字転写: Duško Radinović、1963年2月8日 - ）は、モンテネグロ（旧ユーゴスラビア）の元サッカー選手。ポジションはディフェンダー。

## 経歴
黄金期のレッドスター・ベオグラードでレギュラーを務め、決勝こそ負傷欠場したものの1991年にUEFAチャンピオンズカップ 1990-91優勝を果たした。1992年にはUEFA EURO '92ユーゴスラビア代表メンバーに選出されたがユーゴスラビア紛争の制裁として出場権を剥奪された。

## タイトル

### レッドスター・ベオグラード
- ユーゴスラビア・プルヴァ・リーガ：1989-90, 1990-91, 1991-92
- ユーゴスラビアカップ：1989-90
- ユーゴスラビア / セルビア・モンテネグロカップ：1992-93
- UEFAチャンピオンズカップ：1990-91
- インターコンチネンタルカップ：1991